# Barchov, Hradec Králové
Barchov là một làng thuộc huyện Hradec Králové, vùng Královéhradecký, Cộng hòa Séc.

## Địa lý
Barchov nằm trên bàn East Bohemian nằm giữa sông Cidlina và Bystřice ở phía bên trái của con lạch Barchovský. Thị trấn láng giềng là Zdechovice phía bắc, Budín và Zvíkov ở vùng Đông Bắc, Nam Babice và Boharyně phía đông, Chaloupky và Babice ở phía đông nam, Nová Ves và Košický ở phía nam, Kosice ở phía tây nam, Mlékosrby và Bydžovská Lhotka ở phía tây và Barchůvek ở phía tây bắc.

## Lịch sử
Lần đầu tiên đề cập đến Barchův dvůr diễn ra vào năm 1398. Tên của ngôi làng bắt nguồn từ tên Barech. Vào đầu thế kỷ 15, có hai lễ hội ở Barchov thuộc sở hữu của Hiệp sĩ Barchov. Năm 1412, Nicholas von Barchov đã tặng nhà nguyện của Mary Magdalene cho Lâu đài Prague. Nicholas von Barchov là vào năm 1421 đại biểu của Hội đồng Estates tại Čáslav cho lễ đăng quang của Sigismund với vương miện của Wenceslas. Sau khi Hiệp sĩ Barchov cũng đã có được Dašice, tên Dašický của Barchov. Vào thế kỷ 16 là Dobenský của DobřeniceChủ sở hữu của Barchov. Sau khi 1600 mua Burian Slibovický của Skřivany hàng hóa, ông đã được theo dõi vào năm 1611 Albrecht Bundredký của Poruba. Từ năm 1675, Ferdinand Raschin von Riesenburg là chủ sở hữu của Barchov. Khi ông bán hàng vào năm 1702, lễ hội thứ hai đã tuyệt chủng. Vào thế kỷ 18, các chủ sở hữu đã thay đổi liên tiếp. Họ bao gồm Marie Elisabeth Schaffgotsch - Waldstein, Marie Magdalena Rohrich của Kleinberg, Anna Barbara của Malovec và Norbert Christoph Woracziczky của Pabienitz. Điều này đã để lại các lễ hội vào năm 1737 cho một tu sửa cung điện baroque. Sau đó, Velký Barchov thuộc về Bá tước Kolowrat-Libštejnský. Các chủ sở hữu được theo sau bởi các lãnh chúa của Vlkanov. Trong cuộc nổi dậy của nông dân năm 1777, quân nổi dậy đã cướp phá lâu đài để trả thù chủ sở hữu Josef Bartholomew của Vlkanov và quản trị viên tống tiền Reichenbach và đốt cháy nó. Sau đó, Barchov thuộc về Prague Unlimitedenanstalt cũng như Bá tước Kinský và Czernin của Chudenitz và cuối cùng là Václav Teuchert. Về mặt lãnh thổ, ngôi làng thuộc về quận Đông vùng Bidzhower.
Sau khi bãi bỏ Velký Barchov gia trưởng được thành lập vào năm 1850, một đô thị ở quận Nový Bydžov. Năm 1898, nhà máy bia lâu đài trang nghiêm đã ngừng hoạt động. Từ năm 1911, lâu đài và đồ đạc của nó thuộc về Ngân hàng Prague Ground (Pozemková Banka). Từ năm 1919, đô thị này được gọi là Barchov. Năm 1916, Barchov bị phá hủy bởi một làn gió. Trong cùng năm đó đã bùng phát một đám cháy lớn, khiến một phần của ngôi làng bị hủy hoại. Từ bất động sản bị phá sản của Pozemková banka mua vào năm 1924, gia đình Picky bất động sản. Năm 1931 là sự kết nối của nơi này với lưới điện.
Sau chiến tranh thế giới thứ hai, gia đình Picky bị chiếm đoạt vào năm 1948 và lâu đài được chuyển giao cho chính quyền nhà nước Tiệp Khắc. Vào những năm 1950, có một quy định về dòng nước trong làng và tạo ra năm ao. Kể từ ngày 1 tháng 1 năm 1961, Barchov thuộc về Okres Hradec Králové. Sau khi được chuyển về gia đình Picky, lâu đài phục vụ như một tài sản đầu cơ. Các vũ trường đã nổi tiếng trong khu vực, với các sự kiện diễn ra vào mỗi thứ Sáu từ tháng Chín đến tháng Năm.